# Aven Nelson
Aven Nelson, född den 24 mars 1859 i Lee County, Iowa, död den 31 mars 1952 i Colorado Springs, Colorado, var en norsk-amerikansk botaniker som specialiserade sig på plantor från Klippiga bergen. Han undervisade vid University of Wyoming under 55 år och var dess president mellan 1918 och 1922. 
Auktorsnamnet A.Nelson kan användas för Aven Nelson i samband med ett vetenskapligt namn inom botaniken; se Wikipediaartiklar som länkar till auktorsnamnet.